# Narodowy Front Postępu (Syria)
Narodowy Front Postępu (arab. الجبهة الوطنية التقدمية, Al-Dżabha al-Watanijja at-Takaddumijja) – syryjska koalicja partii lewicowych zdominowana przez syryjski oddział partii Baas. W latach 1970–2012 uczestnictwo w koalicji było w Syrii warunkiem legalnego działania partii.

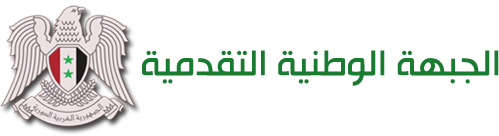

## Historia
W latach 1963–1970, tj. od zamachu stanu zorganizowanym przez Komitet Wojskowy partii Baas do zamachu stanu, po którym dyktatorską władzę w państwie przejął Hafiz al-Asad, jedyną legalnie działającą w Syrii partią była partia Baas. Na wprowadzenie fasadowego pluralizmu politycznego zdecydował się al-Asad w ramach ograniczonych reform znanych jako Ruch Korygujący. 23 listopada 1970 po raz pierwszy od siedmiu lat do rządu syryjskiego dopuszczono przedstawicieli syryjskiej lewicy niezwiązanej z rządzącą partią. Następnie współpracę Baas z mniejszymi, satelickimi wobec niej partiami zinstytucjonalizowano, powołując stałą koalicję - Narodowy Front Postępu. W 1970 weszły do niego Syryjska Arabska Unia Socjalistyczna, Socjalistyczny Ruch Unionistów, Arabska Partia Socjalistyczna oraz Komunistyczna Partia Syrii. W wyborach parlamentarnych, które odbyły się w roku następnym, przedstawiciele partii Baas objęli 60% mandatów, natomiast pozostałe rozdzielono między innych członków Narodowego Frontu Postępu oraz posłów niezrzeszonych.
Partie funkcjonujące w ramach Narodowego Frontu Postępu akceptują panarabizm jako podstawę polityki zagranicznej Syrii, zaś w sprawach wewnętrznych i gospodarczych przedstawiają różnego rodzaju koncepcje lewicowe. Formacją dominującą w strukturach NFP jest niezmiennie partia Baas, a istnienie koalicji stanowi de facto pozór pluralizmu partyjnego. Przedstawiciele partii Baas mają większość w 18-osobowym komitecie kierującym NFP, do którego każdorazowo wchodzi sekretarz generalny tejże partii, kolejnych dziewięciu jej polityków oraz ośmiu delegatów pozostałych partii. Posiedzeniom komitetu może przewodniczyć prezydent Syrii lub wiceprezydent kraju, będący równocześnie wiceprzewodniczącym Narodowego Frontu Postępu. W przypadku prowadzenia obrad bez obecności prezydenta tradycją było wystawianie na centralnym miejscu jego portretu.
Działalność Narodowego Frontu Postępu nie miała większego wpływu na politykę Syrii, najważniejsze decyzje w kraju podejmowane były bowiem w innych gremiach. W informacjach oficjalnych mediów dotyczących pracy NFP dominowały slogany. W obrębie koalicji dopuszczany jest ograniczony pluralizm opinii, jest ona jedynym organem, w ramach którego politycy partii innych niż Baas mogą mieć niewielki wpływ na działania rządu kraju. Oficjalne dane dotyczące poparcia dla tych partii nie były publikowane, można jednak domniemywać, że jest ono bardzo niskie.
Struktury Narodowego Frontu Postępu działają nie tylko na szczeblu centralnym, ale i w poszczególnych regionach Syrii. Przedstawiciele lokalnych oddziałów koalicji zasiadają w radach prowincji, co daje im ograniczone możliwości wpływania na decyzje gubernatorów. Front cyklicznie organizuje zjazdy, podczas których lokalni działacze mogą dotrzeć do członków rządu i przedstawić im problemy swoich prowincji; stanowi to jeden z ważniejszych elementów aktywności regionalnych działaczy partyjnych. W 2012 w skład frontu wchodziło, poza partią Baas, dziewięć organizacji.
Konstytucja Syrii, która weszła w życie w 2012, zezwoliła na działanie w kraju także partii nienależących do Narodowego Frontu Postępu. W tym samym roku w Syrii odbyły się wybory parlamentarne, w których partie zrzeszone w koalicji zdobyły łącznie 150 z 250 mandatów. Wyniki wyborów uznane zostały za sfałszowane.